# Boarmia odontocrossa
Boarmia odontocrossa là một loài bướm đêm trong họ Geometridae.